# Rosenvængets Hovedvej
 Der er for få eller ingen kildehenvisninger i denne artikel, hvilket er et problem. Du kan hjælpe ved at angive troværdige kilder til de påstande, som fremføres i artiklen.

Rosenvængets Hovedvej er en ca. 200 meter lang vej på Østerbro i villakvarteret Rosenvænget. Den begynder ved Odensegade, som den fortsætter, og ender selv mod øst, hvor den udmunder i Strandboulevarden.
Rosenvængets Hovedvej blev navngivet omkring 1870, og blev da den vigtigste vej i Rosenvænget. Navnet Rosenvænget kendes fra 1858 og er afledt af navnet på landejendommen Rosendal, på hvis jorde kvarteret er anlagt. Rosendal blev navngivet af Reinhard Iselin i 1762, der havde købt den i 1761. Hans slægt stammede fra den tyske by Rosenfeld, hvilket formentlig er baggrunden for navnet.
Efter at byggerestriktionerne i 1852 blev trukket ind til Søerens inderside, og det blev tilladt at bygge i større stil, overtog vinhandler Waagepetersen området og udstykkede det til godt 50 store villagrunde. Det udviklede sig til det første egentlige villakvarter i København. Det var meget fashionabelt med placeringen helt ned til stranden, og det tiltrak mange kunstnere og rigmænd.
Den mest kendte var skuespillerinden Johanne Luise Heiberg, der lod arkitekten J.D. Herholdt opføre den villa (nr. 46), som hun flyttede ind i 1862/63. Her boede hun frem til 1874/75, hvor hun rykkede til en lejlighed i det ligeledes fashionable nybyggeri Søtorvet. Henrik Ibsen har skrevet et digt, som hedder ”Rimbrev til fru Heiberg” i 1871, hvor hendes udsigt over sundet hyldes. Det har gjort Rosenvængets udsigt kendt også udenfor landets grænser. Her boede hun med sine tre plejedøtre. Da de var flyttet fra hende, flyttede hun til Indre By, og fandt sit sidste hjem i Gothersgade lige ved Søtorvet.
Også juristen A.L. Drewsen (der har lagt navn til en sidevej), ministeren A.F. Krieger, kunstmalerne Wilhelm Drewsen, P.C. Skovgaard og Wilhelm Marstrand og komponisten J.P.E. Hartmann har boet i gaden. Reelt var der ikke tale om ret mange kunstnere, men flere velhavende håndværksmestre o.lign.
Der var noget lukket og eksklusivt over kvarteret, og det kan man stadigvæk fornemme. I 1880'erne fik vejen direkte forbindelse ud til Østerbrogade, da Odensegade blev anlagt. Den skulle have forbundet Frihavnen med Trianglen, men planerne herom stødte på modstand, og gadeforløbet ud til Østerbrogade blev godt nok anlagt, men bommene i den anden ende aldrig fjernet. Endnu i dag er vejen blind for bilister i nærheden af Strandboulevarden og var det tilmed for fodgængere og cyklister indtil for få år siden. På mange måder er Rosenvænget altså også i vore dage en lille eksklusiv oase.

## Nævneværdige bygninger i gaden
- Nr. 4: Libyens ambassade.
- Nr. 6: Er opført 1875 af arkitekt Harald Drewsen efter engelsk forbillede. Her boede tidligere sagføreren og kunstsamleren F.C. Boldsen.
- Nr. 16: En daginstitution fra 2004 tegnet af Dorte Mandrup. Tidligere lå her Nautisk Prøvekammer, der foretog undersøgelse og certificering af nautiske kompasser frem til 2004.
- Nr. 18: Her lå maleren Thorald Læssøes store villa fra 1865 af H.C. Stilling. Nedrevet 1932.
- Nr. 18A: Her lå en nu nedrevet villa fra 1898-99 af Caspar Leuning Borch. Ditto.
- Nr. 21A: Den første villa, der blev opført i Rosenvænget i 1850'erne af øjenlægen Heinrich Lehmann, bror til den kendte politiker Orla Lehmann.
- Nr. 27A: Fredet villa opført 1860 af J.D. Herholdt til landskabsmaleren P.C. Skovgaard (bemærk de store ateliervinduer). Senere arvede hans søn Joakim Skovgaard villaen. Også Janus La Cour, Constantin Hansen, Niels Skovgaard samt Suzette Holten har malet i Villaen. Dragespringvandet på Rådhuspladsen er frembragt i Villaens baghave. Villaen var i Skovgaard- familiens eje i 111 år, frem til 1971.
- Nr. 37: I 1899 købte lægen Niels Finsen huset, som han fik indrettet til sine berømte lysbehandlinger af hudsygdomme (Finseninstituttet). 1906-08 lod han en klinik opføre ved Gotfred Tvede, der vandt Eckersberg Medaillen for dette værk. Siden bredte institutionen sig over flere af de nærliggende villaer, der mere eller mindre er indkapslet i området i dag. I dag er her Danmarks Designskole.
- Nr. 41: Villaen indgår nu i Designskolen, men er opført ca. 1865 af fabrikant Theobald Weber.
- Nr. 50: Villa tegnet af J.D. Herholdt 1862. Johanne Luise Heiberg var bygherre og boede her i 1860'erne og indtil 1875. I 1990'erne forsøgte Østerbro Bydelsråd at indrette et Guldalderinstitut i huset, men kunne ikke skaffe pengene til formålet, og det blev i stedet indrettet til beboelse og ombygget til ejerlejligheder.